# Badeni Nagyhercegség
A Badeni Nagyhercegség (németül: Großherzogtum Baden) 1806–1918 között fennállt német szabadállam volt a mai Baden-Württemberg területén. 1806–1871 között szuverén fejedelemség, mely 1806–1813 között a Rajnai Szövetség, 1815–1866 között a Német Szövetség tagja volt. 1871–1918 között a Német Császárságban részleges autonómiával rendelkező fejedelemség volt. Az utolsó nagyherceg lemondásával, 1918. november 22-vel a monarchia megszűnt, területén Badeni Köztársaság néven a weimari köztársaság, majd a Német Birodalom tartományát alakították ki.

## Fekvése, határai
A Badeni Nagyhercegség a Rajna jobb partján, annak felső folyása mentén feküdt, a korábbi Badeni Őrgrófságok helyén, e néven 1806-tól 1918-ig állt fenn. Szomszédai: nyugaton Franciaország Elzász tartománya (1871-től Elzász-Lotaringia német császári tartomány), északon a Hesseni Választófejedelemség (1807–1815 között a Vesztfáliai Királyság része), keleten a Württembergi Királyság, délen Svájc. Franciaországtól és Svájctól a Rajna választotta el.
Területe 1803–1819 között számos lépésben gyarapodott. Végső kiterjedése 15 081 km²; lakossága 1900-ban 1 867 944 fő, 1905-ben 2 010 728 fő (Révai).

## Természeti földrajza
Nyugati része, a kb. 30 km széles Közép-rajnai síkság úgy alakul(t) ki, hogy a Rajnai árkot — amelynek beszakadása kb. 50 millió éve kezdődött el — a névadó folyó hordaléke ütemesen feltölti. Az allúviumra a legutóbbi jégkorszakban vékony (periglaciális) löszréteget fújt a szél.
A síkságot keleten határoló hegyvonulat északi része a főleg triász korú tarka homokkőből és egyéb törmelékes üledékes kőzetekből álló Spessart; ennek legmagasabb csúcsa a Geiersberg (607 m). A Majna völgyének szűk áttörésétől délre az Odenwald röghegysége következik. Ennek északi része idős kőzetekből (pala, gránit stb.) áll (Meliboeus van Melchen, 519 m). A déli része ennek is főleg homokkő, legmagasabb csúcsa a Katzenbuckel (628 m) azonban bazalt. A homokkő-Odenwaldnak a Neckar völgyétől délre eső része a Königstuhl (566 m), amelytől délre az alapvetőn mészkőből ás márgából álló, lösszel fedett Kraichgau dombvidék. Ennek déli folytatása (egészen a svájci határig) az árok felé meredeken letörő Fekete-erdő.

## Történelme

Területi gyarapodás 1801 és 1819 között

Elődállama, a Badeni Őrgrófság 1771-ben jött létre a katolikus Baden-Badeni Őrgrófság és az evangélikus Baden-Durlachi Őrgrófság egyesítéséből.
Az egyesített őrgrófság 1803–1806 között sikeres békekötésekkel, az orosz cár és Napóleon jóindulata révén különféle birtokokkal, illetve államocskákkal gyarapodott (Révai):
- II. Ferenc német-római császár 1803. február 25-én választófejedelemséggé tette (mivel a Német-római Birodalom három év múlva megszűnt, ez formalitás maradt);
- az 1803-ban kötött birodalmi békével
  - visszakapta az 1796-os  párizsi békével elcsatolt Rajna-balparti területeit (átmenetileg) és Kehl várát,
  - megszerezte a konstanzi püspökség, a strassburgi püspökség és 8 apátság világi fennhatóságát,
- a Napóleon és a harmadik koalíció háborúját lezáró pozsonyi békével (1805)
  - Breisgaut,
  - Ortenaut és
  - Konstanz városát.

Ennek megfelelően a nagyhercegség területe 1803 végén kb. 7200 km², lakossága kb. 495 000 fő volt. Napóleon 1805-ös hadjáratában és az azt lezáró austerlitzi csatában a badeni csapatok a franciák oldalán vettek részt. Konstanz megszerzése után Károly Frigyes nagyherceg felvette a valaha ősei által birtokolt zähringeni herceg titulust.
1806. április 8-án, Párizsban Károly Frigyes unokája és örököse, Károly feleségül vette Napóleon fogadott lányát, Stéphanie de Beauharnais grófnőt. Károly Frigyes vállalta, hogy Napóleon további hadműveleteit egy 8000 fős hadtesttel támogatja. A császár ezért újabb lovagbirtokokat és kisebb grófságokat csatolt a nagyhercegséghez, amelynek területe ezzel egybefüggővé vált és elérte a 15 000 km²-t, lakossága pedig megközelítette az egymillió főt.
1806. május 5-én Károly Frigyes az ország korlátlan uralkodójává nyilvánította magát, majd 1806. július 12-én bejelentette, hogy belép a Napóleon által alapítani kívánt Rajnai Szövetségbe. A szövetség 1806. július 25-én alakult meg, és Károly Frigyes lett a vezetője.
Károly Frigyes nagyherceg 1811. június 11-én, 65 évi uralkodás után hunyt el. A trónon unokája, Károly követte. Ő a népek csatája után csatlakozott a Napóleon elleni koalícióhoz, és a Napóleon bukása után tartott  bécsi kongresszuson Baden helyzetét nehezítette, hogy Károly nagyapja, Károly Frigyes nagyherceg a francia császárt támogatta. Végül az ország viszonylag jól járt Európa újrafelosztásával: nem nyert ugyanannyit, mint a Napóleonnal ellenséges államok, de megtarthatta a Napóleon uralma alatt szerzett területeit — ezt Károly nővére, Jelizaveta Alekszejevna orosz cárné eszközölte ki férjénél, I. Sándor orosz cárnál.
1815. július 26-án Baden a Német Szövetség tagja lett.
1818. augusztus 22-én Károly nagyherceg alkotmányt bocsátott ki; ezt alapvetően a trónöröklés rendjének szabályozása miatt tartotta szükségesnek (még az év vége előtt valóban meg is halt).
A Zähringen-ház trónjának öröklése két okból volt problémás. Ezek közül az első, hogy Károly Frigyes nagyherceg úgy tette örökösévé unokáját, az ifjú Károlyt, hogy az öröklési sorban négy nagykorú és a trónra teljes joggal igényt tartó fiát is átugrotta. A másik ok az volt, hogy Károly nagyhercegnek ugyan születtek feleségétől törvényes gyermekei, ám azok egymás után elhaltak. Ez számos spekulációra adott okot, és a találgatások a nagyhercegi családot sem kímélték. A legnépszerűbb elmélet szerint az uralkodó pár (1812. szeptember 29.-ém született és hivatalosan négy nappal később meghalt koraszülött fiúgyermekét elcserélték egy nincstelen lelencgyerekkel és valójában ez a Kaspar Hauser néven nyilvántartott fiatal volt a trón vér szerinti örököse.
Károly visszautasította a pletykákat és a meglehetősen liberális szellemű alkotmányban úgy rendelkezett, hogy trónját az öröklés „normális” sorrendjét visszaállítva nagyapja második feleségétől született nagybátyái örököljék. Nagybátyáit egyúttal ennek jeleként őrgrófokká léptette elő; ők lettek a hochbergi grófok. Ezt a rendelkezést a Pfalzra igényt tartó Bajorország minden rendelkezésére álló törvényes eszközzel megtámadta, ezek közé értve a birodalmi gyűlést és a bécsi kancelláriát is. A Bajorország megnagyobbodásától egyaránt tartó Ausztria és Poroszország azonban elismerte az új alkotmányt (és vele a trónöröklés rendjét); Bajorországnak be kellett érnie Steinfels kerülettel és pénzbeli „kárpótlással”. Károly halála után Anglia, Oroszország, Ausztria és Poroszország 1819. július 10-én külön szerződésben is garantálta Baden területi épségét, a hochbergi grófok trónutódlását.
1833-ban Ansbachban meggyilkolták Kaspar Hausert. A gyilkosság hátterében dinasztikus okokat sejtettek.
1848 elején a nemesi jogok ellen és a köztársaságért tüntetve forradalom tört ki Badenben. 1849. május 13-án éjjel a nagyherceg és családja Koblenzbe menekült a szüntelen lázongások elől; másnap a nagyhercegi kormányt teljes egészében leváltották. A száműzött uralkodó külföldi segítséget kért: előbb hesseni, majd porosz seregek vonultak a forradalom leverésére. A porosz királyi csapatok alig két hónapon belül teljesen leverték a lázadók erőit, a fontosabb vezetőket kivégezték, a többit száműzték. 1849. augusztus 18-án Lipót nagyherceg Vilmos porosz herceg kíséretében visszatért Karlsruhéba. A badeni uralkodó kénytelen volt eltűrni az országa feletti porosz ellenőrzést és a teljes badeni hadsereg poroszok általi újraszervezését.
1866. július 31-én Baden kilépett a  Német Szövetségből. 1866. augusztus 17-én békeszerződést írt alá a Poroszországgal. 1871. január 18-án a Badeni Nagyhercegség az újonnan kikiáltott Német Birodalom  része lett.
1918. november 10-én lemondott Bodman miniszterelnök, anélkül adva át székét a szociáldemokrata Anton Geißnek, hogy a badeni miniszterelnököket kinevező II. Frigyes nagyherceg beleegyezését adta volna ehhez. Az 1918-as forradalmi hullám a nagyhercegséget is elérte; az uralkodó és felesége a lövöldözések elől Zwingenburg kastélyába menekült. 1918. november 22-én a Langenstein-kastélyban II. Frigyes nagyherceg lemondott trónjáról.
A német forradalom alatt a nagyhercegségből alakult meg a Badeni Köztársaság.

### Uralkodók
| Név                               | Uralkodása                     | Megjegyzések                                                                                            |
| --------------------------------- | ------------------------------ | --- |
| Károly Frigyes                    | (1806), †1811. június 10.      | 1746-tól baden-durlachi őrgrof, 1771-től badeni őrgrof 1803-tól választófejedelem, 1806-tól nagyherceg. |
| Károly (*1786. június 8.)         | 1811, †1818. december 8.       | Károly Frigyes unokája.                                                                                 |
| I. Lajos (*1763. február 9.)      | 1818, †1830. március 30.       | Károly Frigyes fia.                                                                                     |
| Lipót (*1790. augusztus 29.)      | 1830, †1852. április 24.       | Károly Frigyes fia.                                                                                     |
| II. Lajos (*1824. augusztus 15.)  | 1852–1856, †1858. január 22.   | Lipót fia. Uralkodásra képtelen, ezért megfosztják a tróntól.                                           |
| I. Frigyes (*1826. szeptember 9.) | 1856, †1907. szeptember 28.    | II. Lajos öccse.                                                                                        |
| II. Frigyes (*1857. július 9.)    | 1907–1918, †1928. augusztus 9. | I. Frigyes fia.                                                                                         |

## Minisztériumok
- Külügy- és udvari minisztérium 1807–1871 és 1893–1918
- rendőrségi minisztérium ill. 1808-tól belügyminisztérium 1807–1918 (és a köztársaságban 1945-ig)
- Pénzügyminisztérium 1807–1918 (és a köztársaságban 1945-ig)
- Igazságügyi minisztérium 1807–1918 (és a köztársaságban 1945-ig)
- Hadügyminisztérium  1807–1872
- Kereskedelem minisztérium 1861–1881

## Népesség
| év   | lakos     |
| ---- | --------- |
| 1810 | 974 000   |
| 1815 | 993 414   |
| 1816 | 1 005 899 |
| 1834 | 1 230 791 |
| 1849 | 1 326 774 |
| 1855 | 1 315 000 |
| 1864 | 1 432 456 |

| év   | lakos     |
| ---- | --------- |
| 1867 | 1 434 970 |
| 1875 | 1 507 000 |
| 1885 | 1 601 255 |
| 1890 | 1 657 867 |
| 1900 | 1 867 944 |
| 1910 | 2 142 833 |
| 1919 | 2 210 000 |

## Oktatási rendszer
1893-ban nyílt meg a Lessing Gimnázium, Németország első lánygimnáziuma Karlsruhe-ben.

### A heidelbergi egyetem

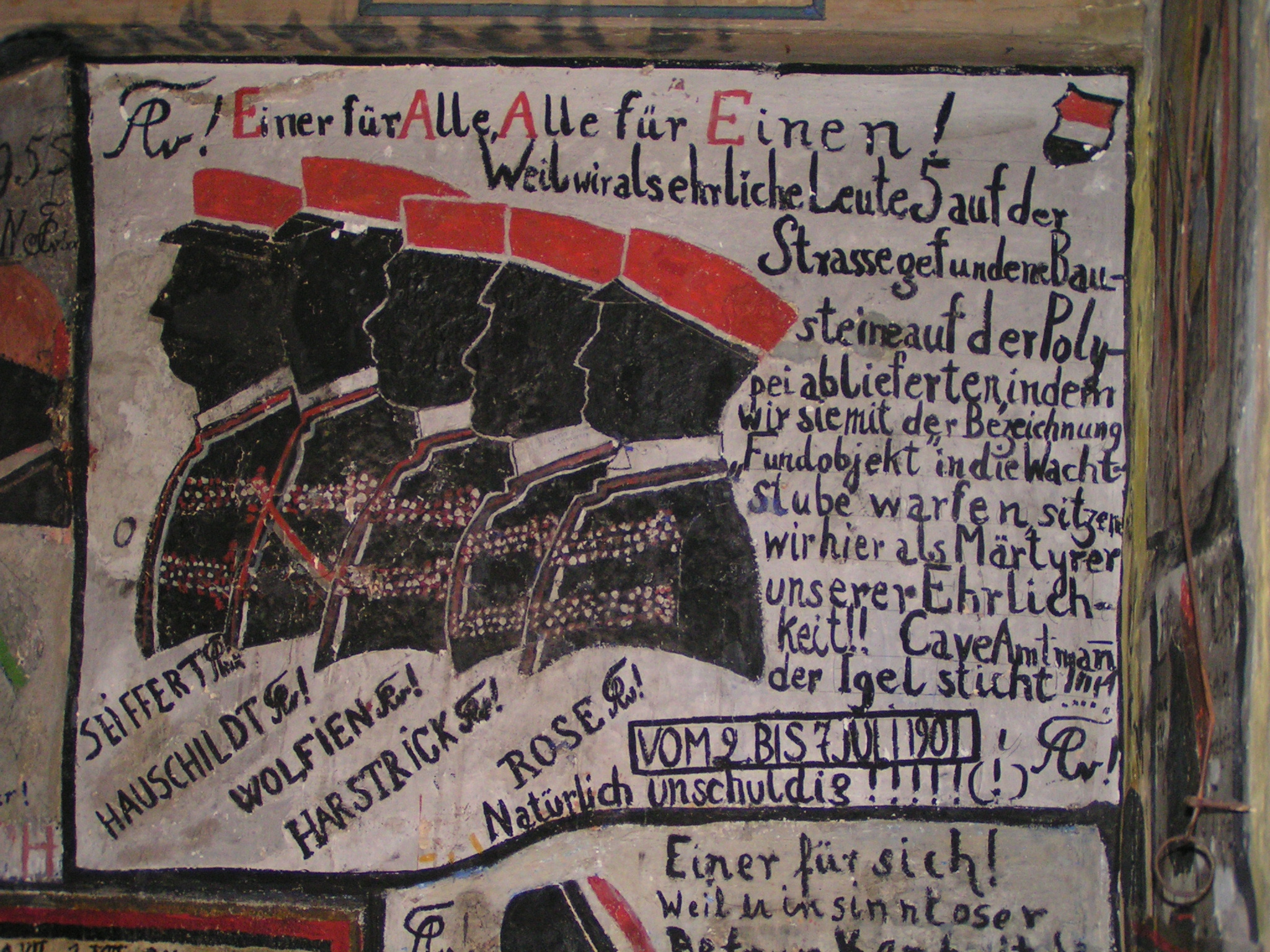
Studentenkarzer (hallgatói fogda)

Heidelberg 1802-ben Baden tartományhoz történő kerülése újrakezdéssel is együtt járt. Az egyetemet újjászervezték, az állam anyagilag támogatta az oktatást. Az egyetem később hozzáfűzte az első baden-i nagyherceg, Karl Friedrich nevét az alapító nevéhez, és azóta hívják Ruprecht–Karl-Egyetemnek.
Az egyetem szellemiségét a humanizmus határozta meg, de a professzorok és a diákok között a romantikusok követőire is rá lehet találni. Két évet tanított Heidelbergben Georg Wilhelm Friedrich Hegel, Schlosser saját iskolát alapított a politikai történelemtudományok tanulmányozására, az orvos Maximilian Joseph von Chelius egész Európából vonzotta a betegeket. A Heidelbergi professzorok a liberalizmus követői közé tartoztak, többen közülük tagjai voltak a frankfurti parlamentnek. A forradalom után Ludwig Häusser volt a dél-német liberális nemzeti gondolkozás szószólója. Míg Robert Wilhelm Bunsen, Gustav Robert Kirchhoff és Hermann Ludwig von Helmholtz tevékenységének köszönhetően a természettudományok aranykorukat élték, a 19. században mint kiváló jogi egyetem is ismert volt.
1886-ban ünnepelték az egyetem 500 éves fennállásának évfordulóját.

## Fordítás
- Ez a szócikk részben vagy egészben  a   Großherzogtum Baden című német Wikipédia-szócikk fordításán alapul.  Az eredeti cikk szerkesztőit annak laptörténete sorolja fel. Ez a jelzés csupán a megfogalmazás eredetét és a szerzői jogokat jelzi, nem szolgál a cikkben szereplő információk forrásmegjelöléseként.